# 不和谐解决模型
不和谐解决模型，广告效果模型之一，属于消费者心理学和广告心理学范畴。

## 不可替代原则
先前情形的再解释不能作为先前已作为正确的解释的替代。

## 缩小化原则
给予额外的信息而对事实新的感知，必须以这种或那种方式，将额外的现实的意思或相对价值缩小。

## 动机导向原则
幽默刺激的反作用依赖于信息处理的目标，人们正在遵循这种信息处理：幽默的反作用在目标者要理解和享用幽默的时候随之发生。

## 其他
要理解幽默的断言，不是很容易也不是很难。这可解释为，财产有此倾向：向某种程度的认知进行自身努力。